# マント＝ラ＝ヴィル
マント＝ラ＝ヴィル （Mantes-la-Ville）は、フランス、イル＝ド＝フランス地域圏、イヴリーヌ県のコミューン。

## 地理
パリの西52kmのところにある。人口およそ2万人の小さな町で、セーヌ川とその支流ヴォクルール川が合流する地点にあたる。
マント＝ラ＝ヴィルは都市化されているが、川沿いには公園があり、森に囲まれた丘陵や農地がある。まちは、鉄道のパリ-マント-ルーアン路線によってマント＝ラ＝ジョリーから分断されており、マント・スタシオン駅にこの路線の電車が停車する（マント＝ラ＝ジョリーから数百mしか離れていない）。また、コミューン内をA13が横切り、マント・シュドおよびマント・エストの2箇所のインターチェンジがある。公害を減らす目的で、高速道路の一部が覆われている。

## 歴史
マント（Mantes）とはラテン語のMedentaからきている。語源は「保護」の概念からきている。マントはセーヌ川の恵みを突出して受けていた。セーヌにほど近いマント＝ラ＝ヴィルには農地があり、そこでとれる作物から人は養われていた。2つのコミューンが常に互いに独立してきたことに留意しなければならない。
18世紀半ばにはMante-la-Villeの綴りが好まれて、19世紀には一般化した。しかし急速にsのついた現在の綴り、Mantes-la-Villeが現れた。
マント＝ラ＝ヴィルは、セルロース・フィルム製造に特化したセロハン工場のある土地だった。この工場は1926年にセーヌ川沿いに建設された。操業は実際には1929年より開始され、ナチスドイツ侵攻の1940年6月6日に操業を停止した。1944年の連合国側の空爆によって工場は甚大な被害を受けたものの、1976年まで工場は稼働していた。第二次石油ショックと、競合する資材の誕生で終わりを迎えたのである。1985年に生産は停止され、1986年に工場は完全に壊された。

## 経済
クラリネット製造のビュッフェ・クランポン、サクソフォーン製造のヘンリー・セルマー・パリの工場がある。

## 人口統計
| 1962年 | 1968年 | 1975年 | 1982年 | 1990年 | 1999年 | 2007年 |
| ------ | ------ | ------ | ------ | ------ | ------ | ------ |
| 10319  | 14632  | 16708  | 17360  | 19081  | 19231  | 18739  |

参照元:1962年までEHESS、1968年以降はINSEE

## 姉妹都市
- ノインキルヒェン、ドイツ